# Брентуд (Калифорния)
Вижте пояснителната страница за други значения на Брентуд.
Брентуд или Брентова гора (на английски: Brentwood) е град в окръг Контра Коста, в района на залива на Сан Франциско, щата Калифорния, САЩ. Брентуд е с население от 23 302 души. (2000) Брентуд е с обща площ от 30,20 кв. км (11,70 кв. мили).